# Gabriel Diallo
Gabriel Diallo (Montreal, 24 settembre 2001) è un tennista canadese.
Nel circuito maggiore ha vinto un titolo su due finali disputate, i suoi migliori ranking ATP sono il 33º posto in singolare e il 321º in doppio, raggiunti rispettivamente nell'agosto 2025 e nel gennaio 2024. Nel 2022 ha esordito nella squadra canadese di Coppa Davis, che quello stesso anno si è aggiudicata per la prima volta il prestigioso trofeo.

## Carriera

### 2018-2022: primo titolo Challenger e debutto in Davis
Debutta nel circuito professionistico nel 2018 e si aggiudica il primo titolo ITF a giugno 2022 a East Lansing. Fa la sua prima esperienza nel circuito ATP ad agosto 2022 con una wildcard per le qualificazioni del Masters 1000 di Montréal battendo James Duckworth al primo turno. Nello stesso mese riceve una wildcard per il Challenger di Granby e, nonostante sia solamente la sua quarta apparizione nel main-draw di un torneo di questa categoria, si aggiudica il titolo battendo in finale Shang Juncheng. Convocato per la fase a gironi delle Finals di Coppa Davis fa il suo debutto nel primo match contro la Serbia e perde contro Đere. Non sarà più impiegato nel corso del torneo, che si conclude con il primo storico trionfo del team canadese. Conclude l'anno alla posizione n° 224 nel ranking ATP.

### 2023: secondo titolo Challenger
Nel 2023 gioca per la prima volta le qualificazioni di un torneo del Grande Slam agli Australian Open e perde subito contro Aleksandar Vukic. A febbraio supera le qualificazioni a Dallas e gioca il primo match nel tabellone principale di un torneo ATP, perso contro Emilio Gómez. A giugno sconfigge al secondo turno del Surbiton Trophy il n° 25 del mondo Daniel Evans.
Nel corso della stagione si aggiudica a Montréal il suo secondo titolo ITF e il secondo titolo Challenger a Bratislava. Partecipa ai tornei ATP di Newport, Los Cabos e vince il suo primo match nel circuito ATP al Masters 1000 di Toronto sconfiggendo di nuovo Evans prima di essere eliminato da de Minaur. Nella fase a gironi delle Finals di coppa Davis supera Ymer e Musetti, primo top 20 sconfitto in carriera, e soccombe a Virtanen nella sfida persa nei quarti di finale con la Finlandia. A ottobre porta il miglior ranking ATP alla 130ª posizione mondiale.

### 2024: prima finale ATP, terzo turno agli US Open e top 90
Raggiunge per la prima volta il turno finale nelle qualificazioni di uno Slam a Melbourne e viene sconfitto da Goffin). Contribuisce in maniera determinante all'accesso del Canada alle fasi finali di Coppa Davis vincendo i due match di singolare contro i sudcoreani Kwon Soon-woo e Hong Seong-chan. A febbraio sale al 129º posto mondiale. Fa il suo esordio nel tabellone principale di uno Slam superando le qualificazioni al Roland Garros e al primo turno cede al quinto set a Kei Nishikori.
A luglio vince il Chicago Men's Challenger con il successo in finale su Bu Yunchaokete. Supera le qualificazioni anche agli US Open, si spinge per la prima volta fino al terzo turno nel circuito maggiore con la vittoria sulla testa di serie nº 24 Arthur Fils e perde in quattro set contro il nº 14 del mondo Tommy Paul. Perde il doppio in Coppa Davis contro la Gran Bretagna, ma il Canada si qualifica per i quarti di finale. Raggiunge la sua prima finale del circuito maggiore all’Almaty Open e viene sconfitto da Karen Khachanov con il punteggio di 2-6, 7-5, 3-6, dopo questo torneo entra per la prima volta in top 100, all'87º posto, e il mese dopo sale all'86º. Nei quarti di Coppa Davis viene sconfitto da Daniel Altmaier ed è la Germania ad accedere alla semifinale.

### 2025: primo titolo ATP, quarti di finale al Masters 1000 di Madrid e 33º nel ranking
La sua buona classifica gli consente di entrare direttamente per la prima volta nel tabellone principale di una prova del Grande Slam senza passare per le qualificazioni agli Australian Open 2025 ed esce di scena al secondo turno. Riprende a salire nel ranking superando per la prima volta le qualificazioni in un Masters 1000 e raggiungendo il secondo turno all'Indian Wells Open, si ripete uscendo al secondo turno anche al Miami Open. Il mese dopo supera le qualificazioni – come lucky loser – anche al Madrid Open e si spinge fino ai quarti di finale, sconfigge tra gli altri il top 50 Zizou Bergs e il top 20 Grigor Dimitrov e cede in due set a Lorenzo Musetti; con questi risultati porta il miglior ranking al 54º posto.
Vince il suo primo titolo ATP sull'erba del Rosmalen Open, perde un solo set in tutto il torneo e in finale supera Zizou Bergs per 7-5, 7-6, dopo aver eliminato il nº 24 ATP Karen Khachanov e il nº 20 Ugo Humbert. Porta il miglior ranking alla 44ª posizione e sale alla 40ª dopo aver raggiunto i quarti di finale ai Mallorca Championships, persi contro il vincitore del torneo Tallon Griekspoor. Raggiunge per la prima volta il secondo turno a Wimbledon e perde al quinto set contro il nº 5 del mondo Taylor Fritz. Si spinge fino al terzo turno all'ATP 500 di Washington e ai Masters 1000 di Toronto e Cincinnati, risultati con cui sale alla 33ª posizione mondiale.

## Statistiche

### Singolare

#### Vittorie (1)
| Legenda              |
| Grande Slam (0)      |
| ATP Finals (0)       |
| ATP Masters 1000 (0) |
| ATP Tour 500 (0)     |
| ATP Tour 250 (1)     |

| N. | Data           | Torneo                          | Superficie | Avversario in finale | Punteggio   |
| 1. | 15 giugno 2025 | Rosmalen Open, 's-Hertogenbosch | Erba       | Zizou Bergs          | 7–5, 7–6(8) |

#### Finali perse (1)
| Legenda              |
| Grande Slam (0)      |
| ATP Finals (0)       |
| ATP Masters 1000 (0) |
| ATP Tour 500 (0)     |
| ATP Tour 250 (1)     |

| N. | Data            | Torneo              | Superficie  | Avversario in finale | Punteggio     |
| 1. | 20 ottobre 2024 | Almaty Open, Almaty | Cemento (i) | Karen Chačanov       | 2–6, 7–5, 3–6 |

### Tornei minori

#### Singolare

##### Vittorie (5)
| Legenda tornei minori |
| Challenger (3)        |
| Futures (2)           |

| N. | Data           | Torneo                            | Superficie  | Avversario in finale | Punteggio   |
| 1. | 12 giugno 2022 | M25, East Lansing                 | Cemento     | Andres Martin        | 6–3, 7–6(4) |
| 2. | 8 agosto 2022  | Championnats de Granby, Granby    | Cemento     | Shang Juncheng       | 7–5, 7–6(5) |
| 3. | 19 marzo 2023  | M25, Montréal                     | Cemento (i) | Henri Squire         | 7–6(5), 6–3 |
| 4. | 9 ottobre 2023 | Slovak Open, Bratislava           | Cemento (i) | Joris de Loore       | 6–0, 7–5    |
| 5. | 28 luglio 2024 | Chicago Men's Challenger, Chicago | Cemento     | Bu Yunchaokete       | 6–3, 7–6(3) |

##### Sconfitte (3)
| Legenda tornei minori |
| Challenger (1)        |
| Futures (2)           |

| N. | Data             | Torneo                          | Superficie | Avversario in finale | Punteggio     |
| 1. | 27 giugno 2021   | M15, Champaign                  | Cemento    | Jason Kubler         | 2–6, 1–6      |
| 2. | 21 novembre 2021 | M15, East Lansing               | Cemento    | Raymond Sarmiento    | 6–4, 3–6, 4–6 |
| 3. | 16 ottobre 2022  | Fairfield Challenger, Fairfield | Cemento    | Michael Mmoh         | 3–6, 2–6      |

### Doppio

#### Vittorie (1)
| Legenda tornei minori |
| Challenger (1)        |
| Futures (0)           |

| N. | Data           | Torneo                        | Superficie | Compagno      | Avversari in finale            | Punteggio |
| 1. | 19 agosto 2023 | Winnipeg Challenger, Winnipeg | Cemento    | Leandro Riedi | Juan Carlos Aguilar Taha Baadi | 6–2, 6–3  |

#### Sconfitte (1)
| Legenda tornei minori |
| Challenger (0)        |
| Futures (1)           |

| N. | Data             | Torneo         | Superficie | Compagno       | Avversari in finale    | Punteggio   |
| 1. | 24 novembre 2019 | M15, Champaign | Cemento    | Millen Hurrion | Jacob Dunbar David Fox | 4–6, 6(4)–7 |

### Vittorie nelle competizioni a squadre (3)
| Legenda         |
| --------------- |
| ATP Cup (0)     |
| Laver Cup (0)   |
| Coppa Davis (1) |

| N. | Data             | Torneo                      | Superficie  | Compagno/i                                                             | Avversari in finale                                         | Punteggio |
| -- | ---------------- | --------------------------- | ----------- | ---------------------------------------------------------------------- | ----------------------------------------------------------- | --------- |
| 1. | 27 novembre 2022 | Coppa Davis, Malaga, Spagna | Cemento (i) | Félix Auger-Aliassime Denis Shapovalov Vasek Pospisil Alexis Galarneau | Alex de Minaur Thanasi Kokkinakis Max Purcell Matthew Ebden | 2–0       |